# SFC Opava
Slezský FC Opava is een Tsjechische voetbalclub uit de stad Opava.

## Geschiedenis

### Tsjecho-Slowakije
De voorloper van de huidige club is de in 1907 opgerichte club Troppauer FV (Troppau is de Duitse naam van Opava, in die tijd was de stad deel van het keizerrijk Oostenrijk-Hongarije). In 1909 werd de naam DSV Troppau. De officiële oprichtingsdatum van SFC Opava is echter in 1945 onder de naam SK Slezan Opava, die niets te maken had met de gelijknamige club die van 1908 tot 1931 bestond.
In 1955 speelde de club, intussen Baník Opava, voor het eerst buiten de provinciale reeksen. Nadat in 1972 een nieuw stadion in gebruik genomen werd promoveerde de club naar de derde klasse van het toenmalige Tsjechoslowakije. Na een hervorming van de competitiestructuur promoveerde Ostroj Opava in 1977 naar de tweede klasse en speelde daar tot 1981. In 1985 promoveerde de club terug. Nadat Tsjechoslowakije splitste werd de club tiende en kon zich niet plaatsen voor nieuwe Tsjechische liga en bleef in de tweede klasse.

### Tsjechië
Na de onafhankelijkheid van Tsjechië begon de club onder de naam Ostroj Opava in de tweede klasse en werd daar derde. Het volgende seizoen werd de club die inmiddels Kaučuk Opava heette vicekampioen en promoveerde zo naar de hoogste klasse. Kaučuk werd zesde en mocht aan de Intertoto deelnemen. De volgende seizoenen eindigde Kaučuk in de middenmoot. Voor de start van 1998/99 werd de naam Slezský FC Opava aangenomen. In 2000 degradeerde de club. Na een onmiddellijke terugkeer degradeerde de club opnieuw in 2002. Ook nu keerde de club meteen terug en kon dit keer het behoud verzekeren. Het volgende seizoen werd de club echter weer laatste. In 2010 degradeerde de club naar de derde klasse, maar kon na één seizoen terugkeren. In het seizoen 2017/18 werd SFC Opava kampioen in de Fortuna národní liga en keert daarmee terug naar het hoogste niveau.

## Naamsveranderingen
- 1945 – SK Slezan Opava (Sportovní klub Slezan Opava)
- 1948 – Sokol Slezan Opava
- 1950 – ZSJ SPJP Opava (Základní sportovní jednota Svaz průmyslu jemného pečiva Opava)
- 1953 – TJ Jiskra Opava (Tělovýchovná jednota Jiskra Opava)
- 1954 – TJ Tatran Opava (Tělovýchovná jednota Tatran Opava)
- 1955 – fusie met DSO Baník Opava → DSO Baník Opava (Dobrovolná sportovní organizace Baník Opava)
- 1958 – TJ Ostroj Opava (Tělovýchovná jednota Ostroj Opava)
- 1990 – FK Ostroj Opava (Fotbalový klub Ostroj Opava)
- 1994 – FC Kaučuk Opava (Football Club Kaučuk Opava)
- 1998 – Slezský FC Opava (Slezský Football Club Opava, a.s.)

## Erelijst
| Nationaal sinds 1993            |    |                  |
| Kampioen Fotbalová národní liga | 1× | 2017/18          |
| Kampioen MSFL                   | 2× | 2010/11, 2013/14 |
| Finalist van Pohár FAČR         | 1× | 2016/17          |

## Eindklasseringen vanaf 1994 (grafiek)
| 3 |

| 2 |

| 6 |

| 9 |

| 12 |

| 14 |

| 15 |

| 2 |

| 16 |

| 2 |

| 2 |

| 16 |

| 1 |

| 4 |

| 3 |

| 7 |

| 15 |

| 1 |

| 8 |

| 16 |

| 1 |

| 9 |

| 11 |

| 3 |

| 1 |

| 12 |

| 15 |

| 18 |

| 3 |

| 13 |

| 6 |

| Fortuna liga (I)            |
| Fotbalová národní liga (II) |
| ČFL / MSFL (III)            |

| Niveau IV                          |
| Přebor Moravskoslezského kraje (V) |

| Fortuna liga (I)            |
| Fotbalová národní liga (II) |
| ČFL / MSFL (III)            |

| Niveau IV                          |
| Přebor Moravskoslezského kraje (V) |

## Kaučuk Opava in Europa
#Q = #voorronde, #R = #ronde, Groep = groepsfase, 1/8 = achtste finale, 1/4 = kwartfinale, PUC = punten UEFA coëfficiënten 
| Seizoen | Competitie    | Ronde        | Land               | Club                      | Score   | PUC |
| ------- | ------------- | ------------ | ------------------ | ------------------------- | ------- | --- |
| 1996    | Intertoto Cup | Groep 8 (3e) | Vlag van Rusland   | KAMAZ Naberezjnye Tsjelny | 1-2 (T) | 0.0 |
| 1996    | Intertoto Cup | Groep 8 (3e) | Vlag van Bulgarije | Spartak Varna             | 1-0 (U) | 0.0 |
| 1996    | Intertoto Cup | Groep 8 (3e) | Vlag van Duitsland | TSV 1860 München          | 0-2 (T) | 0.0 |
| 1996    | Intertoto Cup | Groep 8 (3e) | Vlag van Polen     | ŁKS Łódź                  | 3-0 (U) | 0.0 |

FC Baník Ostrava „B“ · 
MFK Chrudim · 
SK Líšeň 2019 · 
1. SK Prostějov · 
FC Sellier & Bellot Vlašim · 
SK Sigma Olomouc B · 
FC Silon Táborsko · 
SK Slavia Praag „B“ · 
Slezský FC Opava · 
AC Sparta Praag „B“ · 
FK Varnsdorf · 
FK Viktoria Žižkov · 
MFK Vyškov · 
FC Vysočina Jihlava · 
FC Zbrojovka Brno · 
FC Zlín